# Saprobní systém
Saprobní systém, též saprobie, je systém třídění stavu znečištění vod podle zastoupení saprobních organismů. Saprobní systém odpovídá systému saprobií. Systém saprobií je systém třídění sladkovodních organismů podle jejich odolnosti vůči znečištění v jejich životním prostředí (saprobní valence). Systém saprobií umožňuje určit stupeň znečistění vod bez velkých nároků na čas a přístrojové vybavení, které je jinak nutné při chemických rozborech vod.

## Saprobita
Saprobita vody je charakteristický stav vodního prostředí, které určuje výskyt saprobiontů. Základem stanovení stupně znečištění vod je biologický rozbor. Různému stupni znečištění odpovídají různé vodní biocenózy, které jsou tvořeny různě odolnými organismy. Obyvatelé znečištěných vod jsou vystavováni především nedostatku kyslíku a jedům vznikajících při hnilobném rozkladu. Oba uvedené faktory vznikají díky přebytku organických látek ve vodě.
Saprobita je biologický stav vody vyvolaný znečištěním rozložitelnými organickými látkami.
Podle Pražské konvence z roku 1966 je saprobita vymezena takto: „V rámci bioaktivity vod je saprobita sumou všech metabolických procesů, které jsou v protikladu k primární produkci. Je to tedy suma všech procesů, které jsou spojeny se ztrátou potenciální energie. V kombinaci s biogenním a fyzikálním obsahem kyslíku vyplývá stupeň saprobity vody. Tento stupeň může být stanoven jak měřením dynamiky, tak analýzou životních společenstev.“
Pro stanovení saprobity se využívá převážně rozboru společenstva zoobentosu, které nejvíce vyhovuje podmínkám stanovení a jejich životní cyklus a nároky zabezpečují dostatečnou validitu výsledků.

## Saprobní index
Saprobní index {\displaystyle S}, který nám charakterizuje znečištění, je dán vztahem:
{\displaystyle S={\frac {\sum _{i=1}^{n}A_{i}\cdot s_{i}\cdot g_{i}}{\sum _{i=1}^{n}A_{i}\cdot g_{i}}}},
kde {\displaystyle A_{i}} je abundance zjištěného organismu, {\displaystyle s_{i}} je individuální saprobní index organismu a {\displaystyle g_{i}} je indikační hodnota organismu.

## Klasifikace saprobit
Stupeň znečištění vody může být podle saprobií dělen takto:
- katarobita (K) - katarobní vody nejsou znečištěny a neobsahují saprobia, katarobita jsou asaprobní
- limnosaprobita (L) - povrchové vody s různým stupněm znečištění
  - xenosaprobita (x)
  - oligosaprobita
  - β-mezosaprobita (β-m)
  - α-mezosaprobita (α-m)
  - polysaprobita (p) - silně znečištěné vody, bez rybích populací
- eusaprobita (E) - odpadní vody
  - izosaprobita (i) - například městské splašky
  - metasaprobita (m) - zahnívající městské splašky
  - hypersaprobita (h) - odpadní vody potravinářského průmyslu (jatka)
  - ultrasaprobita (u) - hustá odpadní voda, ve které ještě nezapočaly rozkladné procesy.
- transsaptrobita (T)
  - kryosaprobita (c)
  - antisaprobita (a)
  - radiosaprobita (r) - toxicky, radioaktivně nebo jinak znečištěné vody, které neumožňují rozklad organických látek. Spadají sem i vody, které organické znečištění neobsahují.

## Stupně saprobity
Určuje se:
- množství organických látek
- množství bakterií
- obsah O2
- charakter procesů

## Kvalita povrchových vod
- polysaprobní
  - nejznečištěnější voda
  - vysoké množství organických látek a bakterií
  - nedostatek O2
  - anaerobní procesy - chybí obratlovci
- α-mesosaprobní
  - střední úroveň organických látek
  - málo O2
  - maximální přirozené znečištění povrchových vod
  - anaerobní i aerobní procesy - výskyt méně náročných eukaryotů
- β-mesosaprobní
  - mírně znečištěná voda
  - obsah O2 dobrý
  - spíše aerobní procesy - výskyt živočichů typu pstruh, okoun
- oligosaprobní
  - organické látky a mikroorganizmy skoro chybí
  - nadbytek O2
  - silně aerobní procesy - i náročnější živočichové (mihule)